# Debbie Fergusonová-McKenzieová
Debbie Fergusonová, provdaná McKenzieová (* 16. ledna 1976, Nassau) je bahamská atletka, sprinterka.
Největších úspěchů dosáhla na trati 200 metrů, věnuje se však také běhu na 100 metrů a štafetě na 4 × 100 metrů. V roce 2001 doběhla ve finále dvoustovky na mistrovství světa v Edmontonu druhá. Poté, co se americká sprinterka Marion Jonesová přiznala k užití dopingu ji však byla dodatečně přidělena zlatá medaile.

## Letní olympijské hry
Zúčastnila se čtyř letních olympiád. Na své první, v roce 1996 v Atlantě získala stříbrnou medaili ve štafetovém běhu na 4 × 100 m. Samotné finále však neběžela, místo ni nastoupila Chandra Sturrupová. V Sydney 2000 již finále štafety běžela a vybojovala společně se Savathedou Fynesovou, Chandrou Sturrupovou a Pauline Davisovou zlaté medaile. Individuálního úspěchu dosáhla v Athénách 2004, kde na dvoustovce vybojovala bronz. S Bahamskou štafetou skončila čtvrtá. O čtyři roky později v Pekingu doběhla ve finále stovky a dvoustovky shodně na sedmých místech.
| Olympijské hry | Místo konání      | Umístění   | Výkon | Disciplína |
| -------------- | ----------------- | ---------- | ----- | ---------- |
| LOH 1996       | Atlanta, USA      | semifinále | 11,28 | 100 m      |
| LOH 1996       | Atlanta, USA      | 2.         | 42,14 | 4 × 100 m  |
| LOH 2000       | Sydney, Austrálie | 8.         | 11,29 | 100 m      |
| LOH 2000       | Sydney, Austrálie | 5.         | 22,37 | 200 m      |
| LOH 2000       | Sydney, Austrálie | 1.         | 41,95 | 4 × 100 m  |
| LOH 2004       | Athény, Řecko     | 7.         | 11,16 | 100 m      |
| LOH 2004       | Athény, Řecko     | 3.         | 22,30 | 200 m      |
| LOH 2004       | Athény, Řecko     | 4.         | 42,69 | 4 × 100 m  |
| LOH 2008       | Peking, Čína      | 7.         | 11,19 | 100 m      |
| LOH 2008       | Peking, Čína      | 7.         | 22,61 | 200 m      |

## Osobní rekordy
- 100 metrů – (10,91, 27. červenec 2002, Manchester)
- 200 metrů – (22,19, 3. červenec 1999, Saint-Denis) – NR